# Оскаленко Дмитро Юхимович
Дмитро Юхимович Оскаленко  (біл. Дзмітрый Яфімавіч Аскаленка; 7 листопада 1920 — 9 вересня 1942) — радянський військовий льотчик, Герой Радянського Союзу (1943). Брав участь у радянсько-фінській та німецько-радянській війні.

## Життєпис
Народився 7 листопада 1920 року в селі Следзюки (нині у Биховському районі Могильовської області Білорусі) у селянській родині. Білорус. Закінчив 3 курси Мінського політехнікуму.
У РСЧА з 1937 року. В 1939 році закінчив Ленінградське військове авіаційно-технічне училище.
Брав участь у радянсько-фінській війні 1939—1940 років
На фронтах німецько-радянської війни з червня 1942 року. За перший рік війни, до червня 1942 року, командир ланки 26-го винищувального авіаційного полку (7-й винищувальний авіаційний корпус Ленінградської армії ППО) старший лейтенант Д. Ю. Оскаленко здійснив 197 бойових вильотів. В 23 повітряних боях особисто збив 11 і у складі групи 1 літак противника.
Загинув 26 вересня 1942 року при виконанні бойового завдання.
Похований в місті Дубровка Ленінградської області.

## Звання та нагороди
14 лютого 1943 року Дмитру Юхимовичу Оскаленку присвоєно звання Героя Радянського Союзу.
Також нагороджений:
- орденом Леніна
- орденом Червоного Прапора.
- орденом Червоної Зірки